# Boris Diecket
Boris Diecket (ur. 31 stycznia 1963 w Abidżanie) – iworyjski piłkarz grający na pozycji pomocnika. W swojej karierze rozegrał 4 mecze w reprezentacji Wybrzeża Kości Słoniowej.

## Kariera klubowa
Swoją karierę piłkarską Diecket rozpoczął w klubie Angers SCO. W sezonie 1979/1980 zaczął grać w jego rezerwach, a następnie awansował do pierwszego zespołu. 1 maja 1980 zadebiutował w nim w pierwszej lidze francuskiej w przegranym 0:1 domowym meczu z FC Nantes. W latach 1981–1984 grał w barwach Angers w drugiej lidze.
W 1984 roku Diecket przeszedł do Tours FC. Swój debiut w nim zaliczył 16 zierpnia 1984 w zremisowanym 1:1 domowym meczu ze Stade Lavallois. W sezonie 1984/1985 spadł z Tours do drugiej ligi. Grał w nim do końca sezonu 1987/1988.
Latem 1988 Diecket został piłkarzem FC Nantes. Zadebiutował w nim 14 lipca 1988 w zremisowanym 1:1 domowym spotkaniu z AS Monaco FC. W Nantes grał przez rok.
W sezonie 1989/1990 Diecket grał w drugoligowym Red Star FC, a w sezonie 1990/1991 w drugoligowym USL Dunkerque. W latach 1991–1994 był zawodnikiem ES Viry-Châtillon. Zakończył w nim swoją karierę.
| Sezon   | Klub              | Kraj    | Rozgrywki              | Mecze | Bramki |
| ------- | ----------------- | ------- | ---------------------- | ----- | ------ |
| 1979/80 | Angers SCO        | Francja | Division 1             | 1     | 0      |
| 1979/80 | Angers SCO B      | Francja | Division 4             | 25    | 8      |
| 1980/81 | Angers SCO B      | Francja | Division 4             | 26    | 4      |
| 1981/82 | Angers SCO        | Francja | Division 2             | 25    | 0      |
| 1982/83 | Angers SCO        | Francja | Division 2             | 34    | 0      |
| 1983/84 | Angers SCO        | Francja | Division 2             | 33    | 0      |
| 1984/85 | Tours FC          | Francja | Division 1             | 37    | 1      |
| 1985/86 | Tours FC          | Francja | Division 2             | 32    | 3      |
| 1986/87 | Tours FC          | Francja | Division 2             | 32    | 0      |
| 1987/88 | Tours FC          | Francja | Division 2             | 33    | 1      |
| 1988/89 | FC Nantes         | Francja | Division 1             | 5     | 0      |
| 1988/89 | FC Nantes B       | Francja | Division 3             | 19    | 0      |
| 1989/90 | Red Star FC       | Francja | Division 2             | 27    | 0      |
| 1990/91 | USL Dunkerque     | Francja | Division 2             | ?     | ?      |
| 1991/92 | ES Viry-Châtillon | Francja | Division 3             | 29    | 0      |
| 1992/93 | ES Viry-Châtillon | Francja | Division 3             | 23    | 0      |
| 1993/94 | ES Viry-Châtillon | Francja | Championnat National 2 | 19    | 1      |

## Kariera reprezentacyjna
W reprezentacji Wybrzeża Kości Słoniowej Diecket zadebiutował 10 marca 1986 w przegranym 0:2 grupowym meczu Pucharu Narodów Afryki 1986 z Egiptem, rozegranym w Kairze. Wystąpił na nim jeszcze w dwóch meczach: grupowym z Senegalem (1:0) i półfinałowym z Kamerunem (0:1). Z Wybrzeżem Kości Słoniowej zajął 3. miejsce w tym turnieju.
W 1988 roku Diecket był w kadrze Wybrzeża Kości Słonoiwej na Puchar Narodów Afryki 1988. Zagrał na nim jedynie w zremisowanym 1:1 grupowym meczu z Zairem. Od 1986 do 1988 wystąpił w kadrze narodowej 4 razy.